# Kostel svaté Barbory (Světlá Hora)
Kostel svaté Barbory a svaté Kateřiny v obci Světlá (okres Bruntál) je filiální kostel, který byl postaven v roce 1798 a je kulturní památka České republiky.

## Historie
První písemná zmínka o obci Světlá (Světlá Hora) je z roku 1267. V roce 1798 postaven uprostřed hřbitova pozdně barokní kostel, který je zasvěcen patronce horníků svaté Barboře.
Poslední opravy byly provedeny v roce 2010.
Kostel sv. Barbory a sv. Kateřiny patří pod farnost Malá Morávka, Děkanátu Bruntál.

## Popis
Orientovaná jednolodní pozdně barokní zděná stavba s půlkruhovým závěrem a přistavěnou sakristií. V ose průčelí vystupuje kvádrová věž s okoseným nárožím.
Nad oltářem se nachází socha sv. Barbory. Kněžiště má původní výmalbu, která nahrazuje oltářní obraz. V interiéru je původní kazatelna, křížová cesta a na kruchtě jsou varhany z roku 1913 od krnovské firmy Rieger-Kloss.